# 市场抵触
市场抵触指的是导致营销规划在市场上失败的原因。

## 产生
市场抵触尤其表现在对立性的购买者行为和激烈的竞争压力上。原因是多方面的，实证原因列举如下：
1. 低估了购买者的转变成本；对新产品来说，低估了现有的生产方法和可用的非专利技术陈旧过时的程度；
2. 错误的低估了在潜在客户和现有供货商之间的结合程度；
3. 缺乏对市场结构和对潜在购买者分支的限制条件的观察；
4. 错误的定义了市场区隔，以为在该市场区隔新产品对购买者展示出了最大价值；
5. 错误的低估了竞争行为，尤其是在价格竞争方面

## 衡量
衡量“市场抵触”涉及以下变量：
- 市场进入抵触，对新来厂商的成功进入市场的抵触
- 市场区隔抵触，对某一市场区隔的成功运作的抵触；竞争者的市场区隔运作战略
- 购买抵触，对购买某一厂商（厂商抵触）的特定商品的抵触（产品抵触）